# محفوظ صالح باحوشان
محفوظ صالح باحوشان هو شاعر وملحن وكاتب مسرحي يمني. ولد عام 1932 في تريم في محافظة حضرموت. تلقى تعليمه في تريم، ولم يكمل دراسته، ولكنه استمر في تثقيف نفسه عبر المطالعة. ظهرت موهبته الفنية خلال العقد الثالث من عمره. نشرت له عدة دوواين شعرية، وله تجربة ناجحة في التلحين، كما أبدع في المسرحيات الغنائية. تغنى بأشعاره العديد من الفنانين اليمنيين والعرب، وسجلت أشعاره في إذاعة وتلفزيون عدن.

## أعماله
| - أغنيات الحياة (ديوان شعر مطبوع). - أنين الحائرين (ديوان شعر مطبوع). - العيون العاشقة (ديوان شعر مطبوع). - طائر الشوق (ديوان شعر مطبوع). - الدان الحضرمي (ديوان شعر مطبوع). | - عناق الأمل (أوبريت غنائي). - الالتحام (أوبريت غنائي). - عودة الروح (أوبريت غنائي). - كشكول محو الأمية (مسرحية غنائية). - لوحة من بلدي (ملحمة، 1977). |